# Temples
«Temples» (укр. Храми) — англійський психоделічний рок-гурт, заснований у 2012 році.
Засновниками гурту стали гітарист Джеймс Бегшоу та бас-гітарист Томас Волмслі, які мешкали в англійському Кеттерінгу. З доданням до складу «Temples» клавішника Адама Сміта та барабанщика Сема Томса, остаточний склад гурту було сформовано. У 2012 році «Temples» підписали контракт із лейблом «Heavenly Recordings», після чого видали чотири сингли та на початку 2014 року випустили дебютний альбом «Sun Structures», ставши одним з провідних психоделічних гуртів Великої Британії.
Протягом наступних двох років музиканти продовжували писати пісні та записувати їх в домашній студії Джеймса Бегшоу. В кінці 2015 року вийшла їхня нова пісня «Certainty», а у 2017 році — другий студійний альбом «Volcano», виданий лейблом «Fat Possum». Звучання «Temples» трохи змінилося у порівнянні з дебютним альбомом, більш важливу частину в ньому стали відігравати синтезатори.
На початку 2018 гурт залишив барабанщик Сем Томс, якого для живих виступів тимчасово підмінив Ренс Оттінк з гурту «PAUW». «Temples» також залишили лейбл «Heavenly» та підписали контракт з компанією ATO Records. У 2019 вийшла третя платівка гурту «Hot Motion», в якій гурт майже відмовився від синтезаторів та повернувся до гітарного звучання, характерного для дебютної платівки. Турне на підтримку альбому було скорочено через пандемію COVID-19.
У 2020 році музиканти почали працювати над новим альбомом, та записали пісню «Paraphernalia» за допомогою Шона Леннона. За два роки «Temples» відправилися разом з Ленноном та продюсером Дейвом Фрідманном до студії в Нью-Йорку, де записали четвертий альбом «Exotico», який вийшов у 2023 році.

## Учасники гурту

### Поточний
- Джеймс Едвард Бегшоу – головний вокал, соло-гітара
- Адам Томас Сміт – ритм-гітара, клавішні, бек-вокал
- Томас Едвард Джеймс Волмслі – бас-гітара, бек-вокал
- Ренс Оттінк – ударні

### Колишні
- Семюел Томс – ударні
- Джек Прінс – ударні[2]

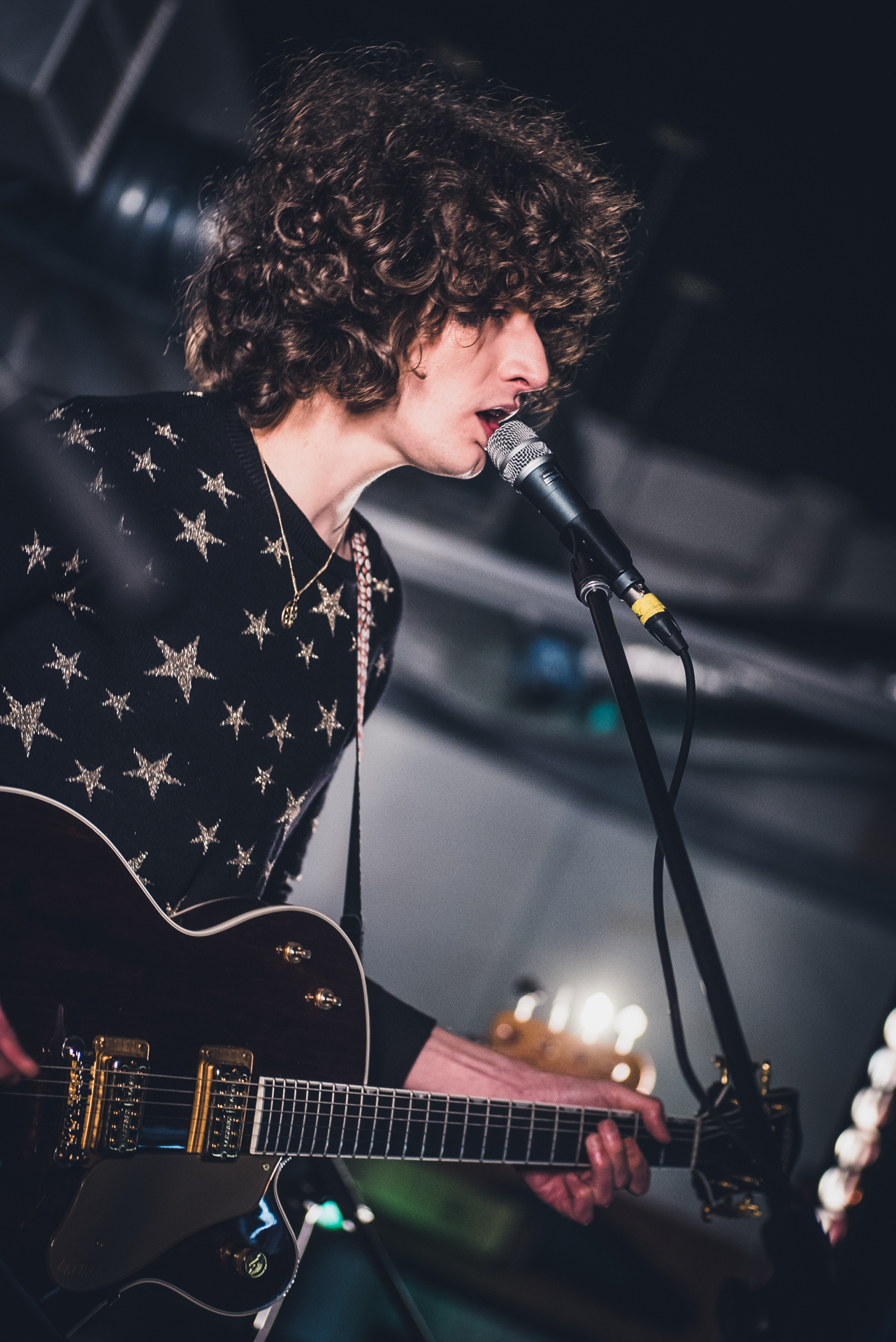
Джеймс Бегшоу
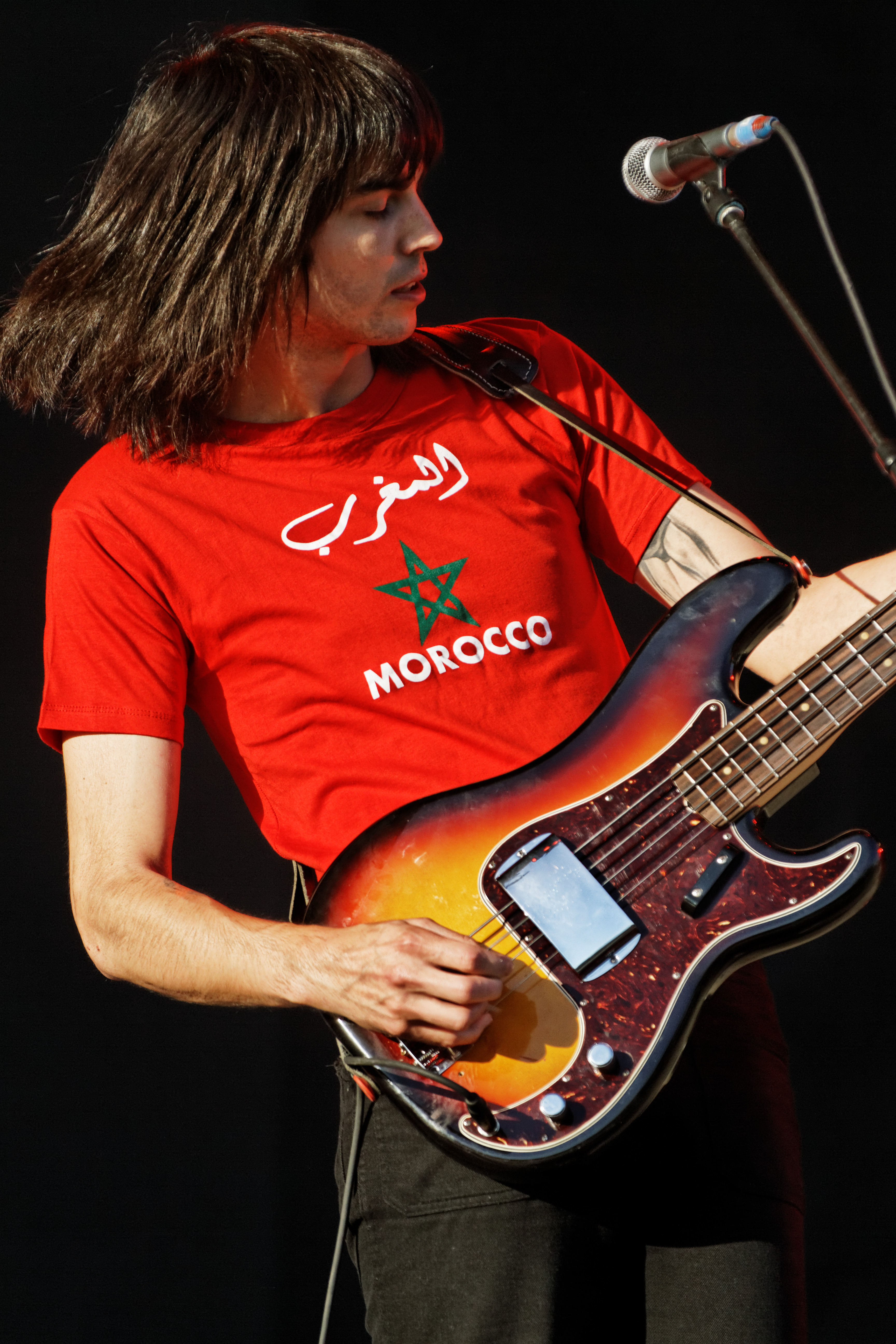
Том Волмслі
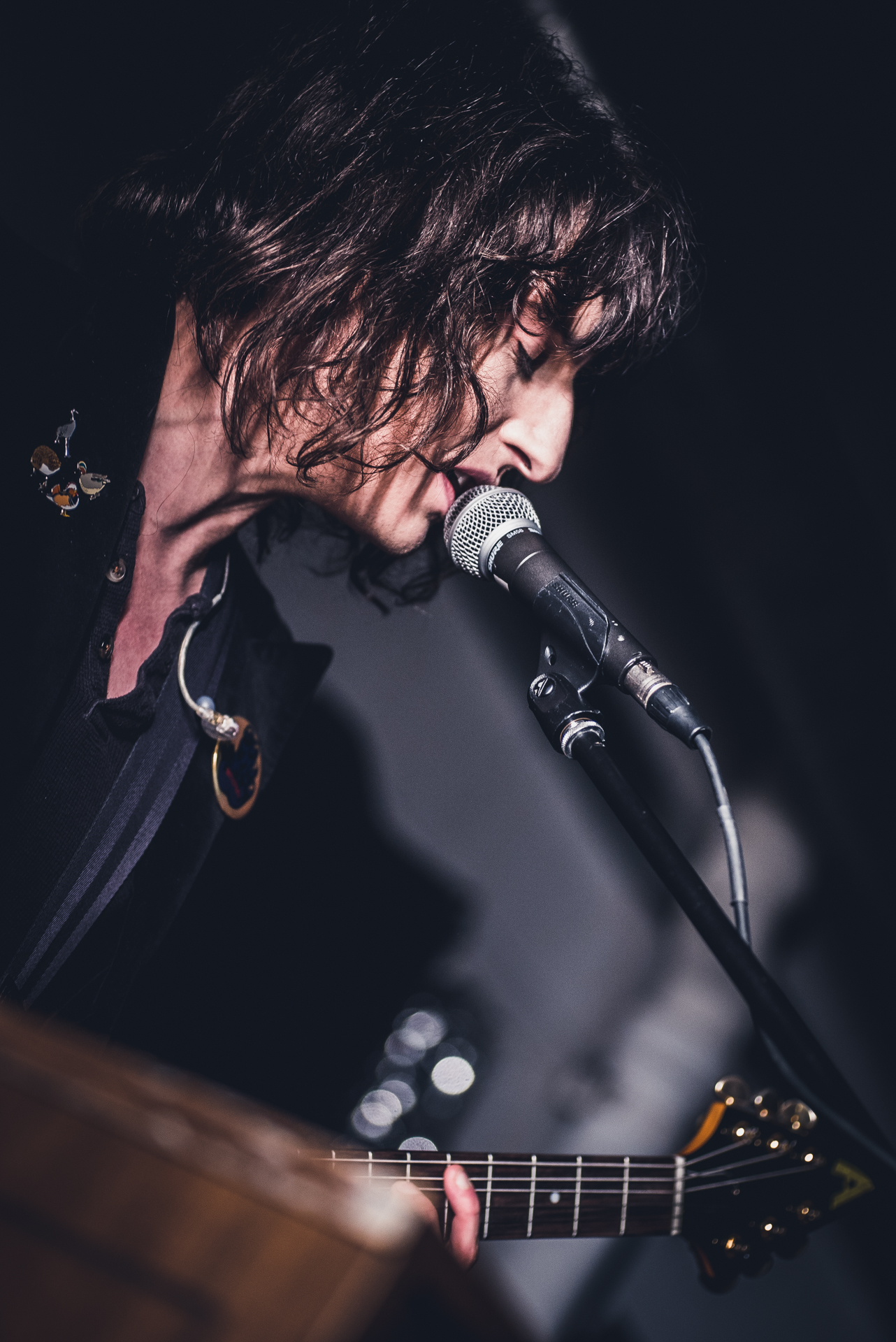
Адам Сміт
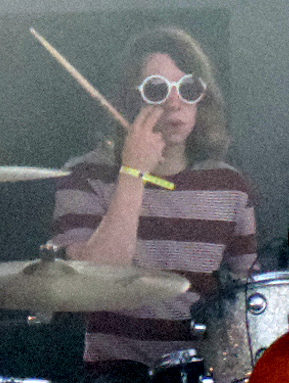
Сем Томс